# Cimetière de Chaville
Le cimetière de Chaville est le cimetière communal de la commune de Chaville, dans les Hauts-de-Seine, en France.

## Situation et accès
Situé à l'entrée de la forêt de Meudon, sur la route des Huit-Bouteilles, il est accessible par la rue Anatole-France, ainsi que par un chemin piétonnier menant à la rue de la Mare-Adam.

## Historique
Il remplace le cimetière qui entourait l’ancienne église Notre-Dame, détruite en 1966.
Il s'y trouve un monument aux morts pour la France.
En 1962, des recherches archéologiques entreprises dans le voisinage ont permis d'y dégager des pointes de flèches préhistoriques.

## Personnalités inhumées
- Prince Hovsep Arghutian (1863-1925)[6] ;
- Paul Carnot (1869-1957)[7], et son beau-frère Paul Guadet (1873-1931). Sur la tombe de Paul Carnot est mentionné Roger Coquoin (1897-1943), mort pour la France, et dont le corps n'a pas été retrouvé ;
- Philippe Castelli (1925-2006)[8], acteur ;
- Albert Perdreaux (1897-1934), qui a laissé son nom à une rue de la ville, la rue Albert-Perdreaux[9] ;
- Patrick Poivey (1948-2020), acteur et directeur artistique ;
- Brigitte Sabouraud (1922-2002), chanteuse et directrice de cabaret ;
- Sépulture des frères de Saint-Vincent-de-Paul. Y est enterré le père Dominique Chéreau[10],[11] ;
- Jean de Vizcaya (1902-1931), aviateur.